# Physokermes inopinatus
Physokermes inopinatus är en insektsart som beskrevs av Danzig och Ferenc Kozár 1973. Physokermes inopinatus ingår i släktet Physokermes och familjen skålsköldlöss. Inga underarter finns listade i Catalogue of Life.